# Granuliterebra
Granuliterebra là một chi ốc biển, là động vật thân mềm chân bụng sống ở biển trong họ Terebridae, họ ốc dài.

## Các loài
Các loài thuộc chi Granuliterebra bao gồm:
- Granuliterebra bathyrhaphe (E.A. Smith, 1875)[2]
- Granuliterebra castigata (A.H. Cooke, 1885)[3]
- Granuliterebra constricta (Thiele, 1925)[4]
- Granuliterebra eddunhami Terryn & Holford, 2008[5]
- Granuliterebra oliverai Terryn & Holford, 2008[6]
- Granuliterebra persica (E.A. Smith, 1877)[7]
- Granuliterebra tricincta E.A. Smith, 1877[8]